# 메트로뱅크 센터
메트로뱅크 센터(영어: Metrobank Center)는 필리핀 타기그에 위치한 마천루다. 필리핀 최초의 초고층 마천루이다. 2017년에 완공된 이래 필리핀에서 가장 높은 마천루이다.

## 같이 보기
- 필리핀의 마천루 목록